# Jacques Bernoulli
Pour les articles homonymes, voir Famille Bernoulli.
Pour son petit-neveu, voir Jacques Bernoulli (1759-1789).
Jacques ou Jakob Bernoulli (27 décembre 1654 - 16 août 1705) est un mathématicien et physicien suisse (né et mort à Bâle), frère de Jean Bernoulli et oncle de Daniel Bernoulli et Nicolas Bernoulli.

## Biographie
Jacques Bernoulli naît au sein d'une famille de commerçants, Nicolas Bernoulli et son épouse Margaretha Schönauer. Son père est un riche importateur d'épices d'Extrême-Orient, la famille Bernoulli exerçant ce métier avec une indéniable réussite depuis de nombreuses générations. Jacques ayant fait preuve dès sa tendre enfance d'une vive intelligence, son père lui permet d'entamer des études universitaires et c'est ainsi que Jacques intègre l'université de Bâle pour y étudier la philosophie. Pourtant, pendant ces années-là, le jeune homme se laisse peu à peu séduire par les mathématiques, la physique et l'astronomie et, avant même de quitter l'université, il sait déjà que la science est sa vocation. Son père ne l'accepte pas de bon gré et Jacques part vivre à Genève où, une année durant, il est employé comme répétiteur de mathématiques. Peu de temps après, son père revient à de meilleurs sentiments et accepte même de financer son voyage à travers l'Europe pour y rencontrer les scientifiques les plus renommés de l'époque.
C'est ainsi qu'en 1678 Jacques Bernoulli se rend en France et étudie un temps avec d'anciens disciples de René Descartes. Trois ans plus tard, il s'établit aux Pays-Bas où il fait la connaissance, entre autres, de Johan Hudde, un des précurseurs du calcul différentiel. Peu après, en 1682, il met le cap sur la Grande-Bretagne et y fait, notamment, la connaissance de Robert Boyle et Robert Hooke, deux célèbres physiciens et mathématiciens. C'est pendant ses voyages que Jacques Bernoulli écrit son premier écrit scientifique, Conamen novi systematis cometarum (Projet d'une nouvelle mécanique des comètes), publié à Amsterdam en 1682, année de passage de la comète de Halley. Cet article, fort bien reçu, s'avéra inexact — une formulation précise des lois du mouvement et de la loi de la gravitation universelle n'allaient être publiées qu'en 1687 par Isaac Newton —. Cependant, même s'ils ne seront publiés qu'après son retour, Bernoulli met au point pendant ce voyage quelques-uns de ses premiers écrits autour des mathématiques pures, parus à Bâle à partir de 1684, année où il accepte une chaire à l'université de Bâle pour y enseigner la physique et les mathématiques. Cette même année 1684, il épouse Judith Stupanus, avec laquelle il aura un fils et une fille qui, contrairement à bien des membres de la famille Bernoulli, ne se tourneront pas vers les sciences.
Dans les années qui suivent, il entretiendra une correspondance scientifique nourrie avec ceux qu'il a connus au cours de ces voyages. Au surplus, sa correspondance avec Gottfried Wilhelm Leibniz le conduit à étudier le calcul infinitésimal en collaboration avec son frère Jean. Il est un des premiers à comprendre et à appliquer le calcul différentiel et intégral, proposé par Leibniz, découvre les propriétés des nombres dits depuis nombres de Bernoulli et donne la solution de problèmes regardés jusque-là comme insolubles.

## Contributions importantes
Les premières contributions importantes de Jacques Bernoulli sont une étude publiée en 1685 dans laquelle il établit des parallèles entre la logique et l'algèbre, un travail sur les probabilités en 1685 et un sur la géométrie en 1687 dans lequel il donne une construction pour diviser un triangle en quatre parties égales par deux droites perpendiculaires.
En 1689, il publie sous le titre Positiones arithmeticae de seriebus infinitis un important travail sur les séries infinies et sa loi des grands nombres dans la théorie des probabilités. Jacques Bernoulli a publié cinq traités sur les séries infinies entre 1682 et 1704. Les deux premiers de ces traités contiennent de nombreux résultats, tel que le résultat fondamental selon lequel la série {\displaystyle \sum 1/n} diverge. Bernoulli croyait que ce résultat était nouveau, mais il avait été résolu par le mathématicien français Nicole Oresme et effectivement prouvé par Pietro Mengoli 40 ans plus tôt. Le Bâlois Bernoulli n'a pu trouver la valeur exacte de {\displaystyle \sum 1/n^{2}}, mais il a montré qu'il y avait convergence vers une limite finie inférieure à 2. Le Bâlois Euler a été le premier à trouver la somme de cette série en 1737 et à la démontrer en 1741, résolvant ainsi ce qu'il est convenu d'appeler le problème de Bâle.
Bernoulli a également étudié les séries d'exponentielles dont il a eu besoin pour le calcul des intérêts composés.
En mai 1690 dans un article publié dans Acta Eruditorum, Jacques Bernoulli a montré que le problème de la détermination de la courbe isochrone est équivalent à la résolution d'une équation différentielle non linéaire du premier ordre. L'isochrone, ou courbe de descente constante, est la courbe le long de laquelle une particule va descendre par gravité depuis n'importe quel point jusqu'à l'extrémité exactement dans le même temps, quel que soit le point de départ. Ce problème avait été étudié par Huygens en 1687 et Leibniz en 1689. Après avoir trouvé l'équation différentielle, Bernoulli a alors résolu l'équation par ce que nous appelons maintenant la séparation des variables. L'article de Jacques Bernoulli de 1690 est important pour l'histoire du calcul intégral car le mot d'intégrale apparaît pour la première fois avec son sens de l'intégration. En 1696, Bernoulli a résolu l'équation, maintenant appelée l'équation différentielle de Bernoulli :
{\displaystyle y'=p(x)y+q(x)y^{n}}.
Jacques Bernoulli a également découvert une méthode générale pour déterminer la développée d'une courbe comme lieu des centres de courbure. Il a également étudié les caustiques et en particulier, il a étudié les courbes associées à la parabole, à la spirale logarithmique et aux épicycloïdes autour de 1692. La lemniscate de Bernoulli a été conçue par Jacques Bernoulli en 1694. En 1695, il a étudié le problème du pont-levis où l'on cherche la courbe requise de sorte que le poids coulissant le long du câble garde toujours le pont-levis équilibré.

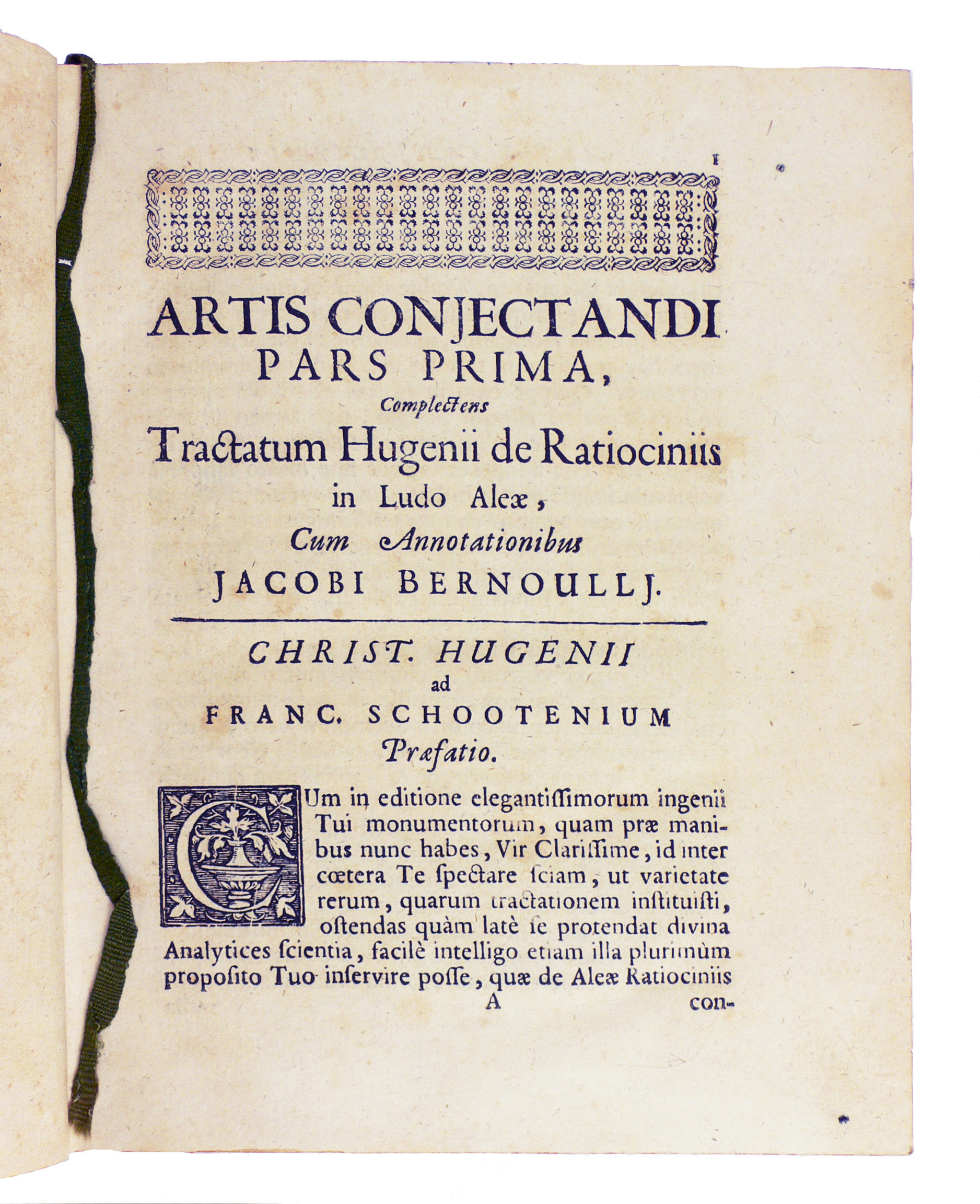
Ars conjectandi, 1713 (Milan, Fondazione Mansutti).

L'œuvre la plus originale de Jacques Bernoulli a été Ars Conjectandi publié à Bâle en 1713, huit ans après sa mort. Le travail était inachevé au moment de sa mort, mais il est encore le travail le plus important pour la théorie des probabilités. Dans ce livre, Bernoulli passe en revue les travaux des autres auteurs sur les probabilités, en particulier les travaux de van Schooten, Leibniz, et Prestet. Les nombres de Bernoulli apparaissent dans ce livre lors d'une discussion sur la série exponentielle. De nombreux exemples sont donnés sur combien on pourrait s'attendre à gagner en jouant divers jeux de hasard. Le concept de processus de Bernoulli est issu de ce travail. Il y a des pensées intéressantes sur ce que les probabilités sont vraiment.
Bernoulli a été l'un des promoteurs les plus importants des méthodes formelles de l'analyse mathématique. L'astuce et l'élégance sont rarement présentes dans sa façon de présenter et de rédiger, mais on y trouve un maximum de rigueur.

## Découverte de la constante mathématique
Bernoulli a découvert la constante e par l'étude d'une question concernant les intérêts composés où il fallait trouver la valeur de l'expression suivante (qui est en fait e) :
{\displaystyle \lim _{n\to \infty }\left(1+{\frac {1}{n}}\right)^{n}}.
Soit comme exemple, un compte qui a pour valeur initiale 1 € et rapporte 100 pour cent d'intérêt par an. Au bout d'un an, le compte est de 2 € ; mais si l'intérêt est composé tous les six mois, 1 € est multiplié par 1,5, ce qui donne 1 € × 1,52 = 2,25 €. Si l'intérêt est composé chaque trimestre, 1 € × 1,254 = 2,441 4… € et s'il est mensuel, 1 € × (1,08333333…)12 = 2,613 035… €.
Bernoulli a remarqué que cette suite tend vers une limite (le taux d'intérêt effectif) lorsque les intervalles deviennent de plus en plus petits. Pour un intérêt composé chaque semaine, on trouve 2,692 597 € ..., pour un intérêt composé chaque jour, on trouve 2,714 567 € ... Si n est le nombre d'intervalles de composition, avec un intérêt de 100 %/n pour chaque intervalle, la limite lorsque n devient grand, est le nombre d'Euler qui par la suite a été noté e. Pour des intérêts composés continûment, la valeur du compte atteindra 2,718 281 8... €. Plus généralement, un compte dont la valeur initiale est 1 €, et un taux de R euros, aura au bout d'un an la valeur finale eR euros lorsqu'on découpe l'année en une infinité de périodes de composition infiniment courtes.

## Mort

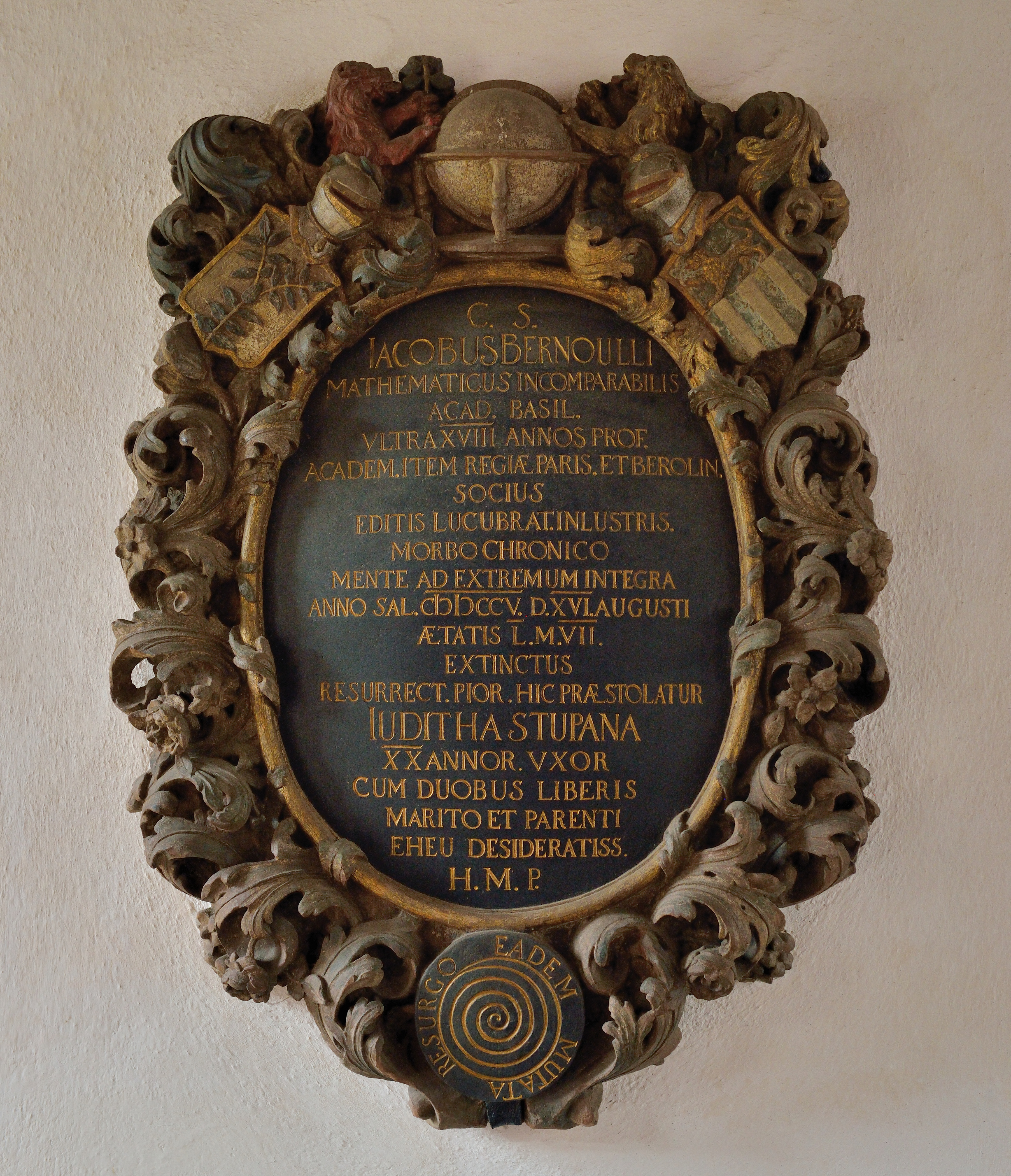
Tombe de Jacques Bernoulli à Bâle.

Dans la quatrième et dernière partie d'Ars conjectandi, Jacques Bernoulli énonce et démontre la loi des grands nombres, découverte vers 1685 et dont il avait alors différé la publication faute d'un raisonnement rigoureux en justifiant la valeur. Il se penche en outre sur certaines applications du calcul des probabilités en matière légale, et plus spécifiquement sur son utilité relative aux questions liées à la répartition des héritages.
La quatrième partie d'Ars conjectandi demeure cependant inachevée car, en 1705, pendant la rédaction de l'œuvre, Jacques Bernoulli tombe malade et meurt subitement, peu après, à l'âge de cinquante ans seulement. Le manuscrit inachevé et d'autres travaux inédits sont confiés à son neveu Nicolas I (1687-1759), qui se charge de les faire publier. Ars conjectandi voit le jour en 1713, Nicolas y ayant ajouté un appendice comprenant quelques-uns des travaux de Jacques sur les séries infinies.
Avant de mourir, Jacques Bernoulli avait demandé qu'une courbe qu'il baptisait « spirale merveilleuse » soit gravée sous son épitaphe. Découverte simultanément par René Descartes et Evangelista Torricelli au début du XVIIe siècle, elle avait enchanté Bernoulli qui l'avait analysée. La religion fut primordiale dans sa vie et c'est cette union entre religion et mathématiques qui l'a conduit à choisir sa propre épitaphe : la spirale logarithmique et la phrase latine Eadem mutata resurgo (« Déplacé, je réapparais à l'identique »).
Après sa mort, on l'enterre avec tous les honneurs dans la cathédrale de Bâle et, comme il l'avait demandé, on grave sous son épitaphe une spirale, mais ce n'est pas la spirale de Bernoulli. Par erreur, la spirale qui y figure est une spirale d'Archimède aux propriétés bien différentes.

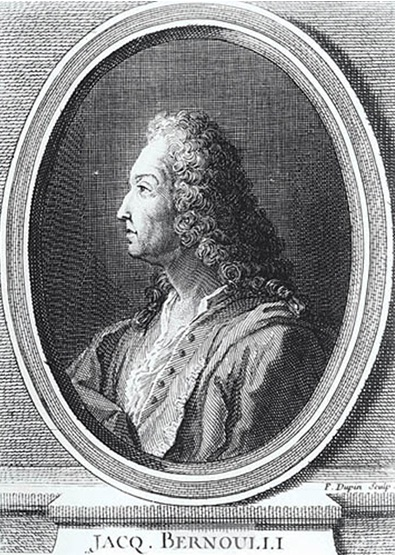
Gravure de Pierre Dupin.

## Honneurs et distinctions
Jacques Bernoulli mérita par ses travaux et ses découvertes d'être nommé associé de l'Académie des sciences de Paris (1699) et de celle de Berlin (1702).

## Publications
- (la) Conamen novi systematis cometarum, Amstelaedami, apud Henr. Wetstenium, 1682 (lire en ligne)
- (la) De gravitate aetheris, Amstelaedami, apud Henricum Wetstenium, 1683 (lire en ligne)
- Ars conjectandi, opus posthumum, Basileae, impensis Thurnisiorum Fratrum, 1713. Son œuvre majeure.
- Il a aussi laissé des Mémoires, réunis sous le titre de Jacobi Bernoulli Opera, Genève, 1744, 2 volumes in-4.
- Bernoulli (Jacques), dans Table générale des matières contenues dans l'Histoire et dans les Mémoires de l'Académie royale des sciences, tome 2, années 1699-1710, p. 83-85 (lire en ligne)

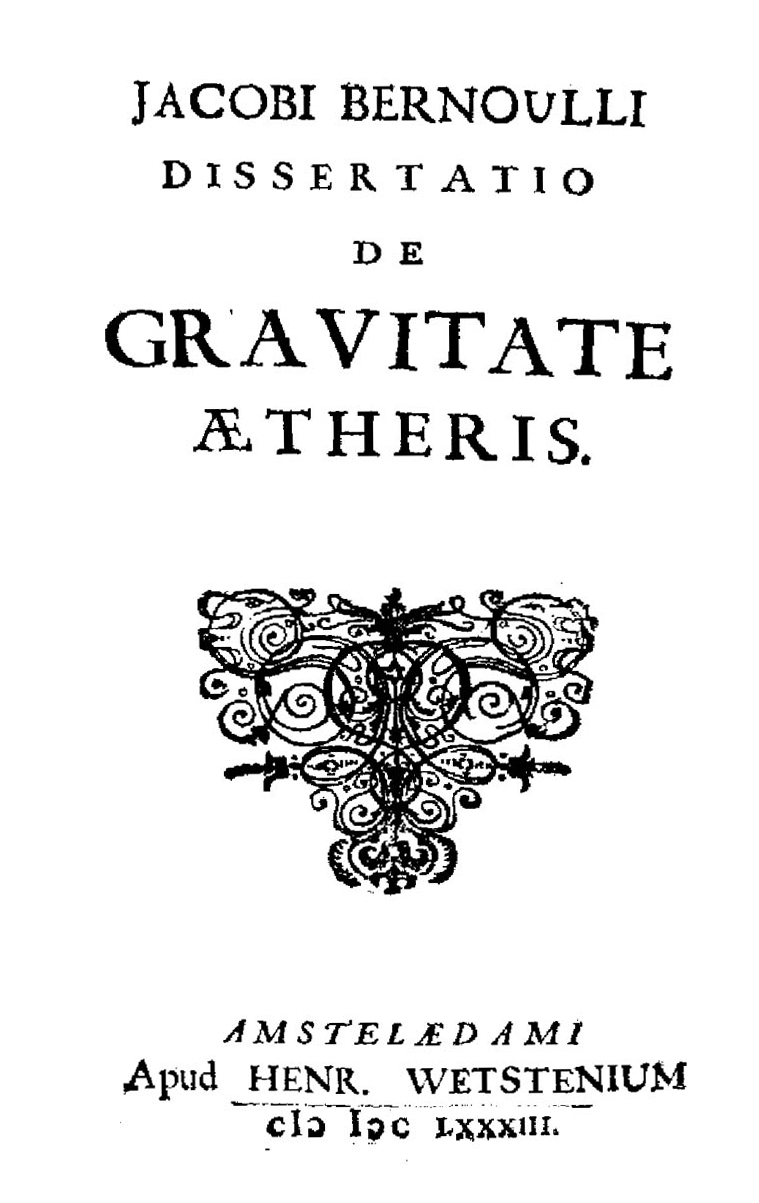
De gravitate aetheris, 1683
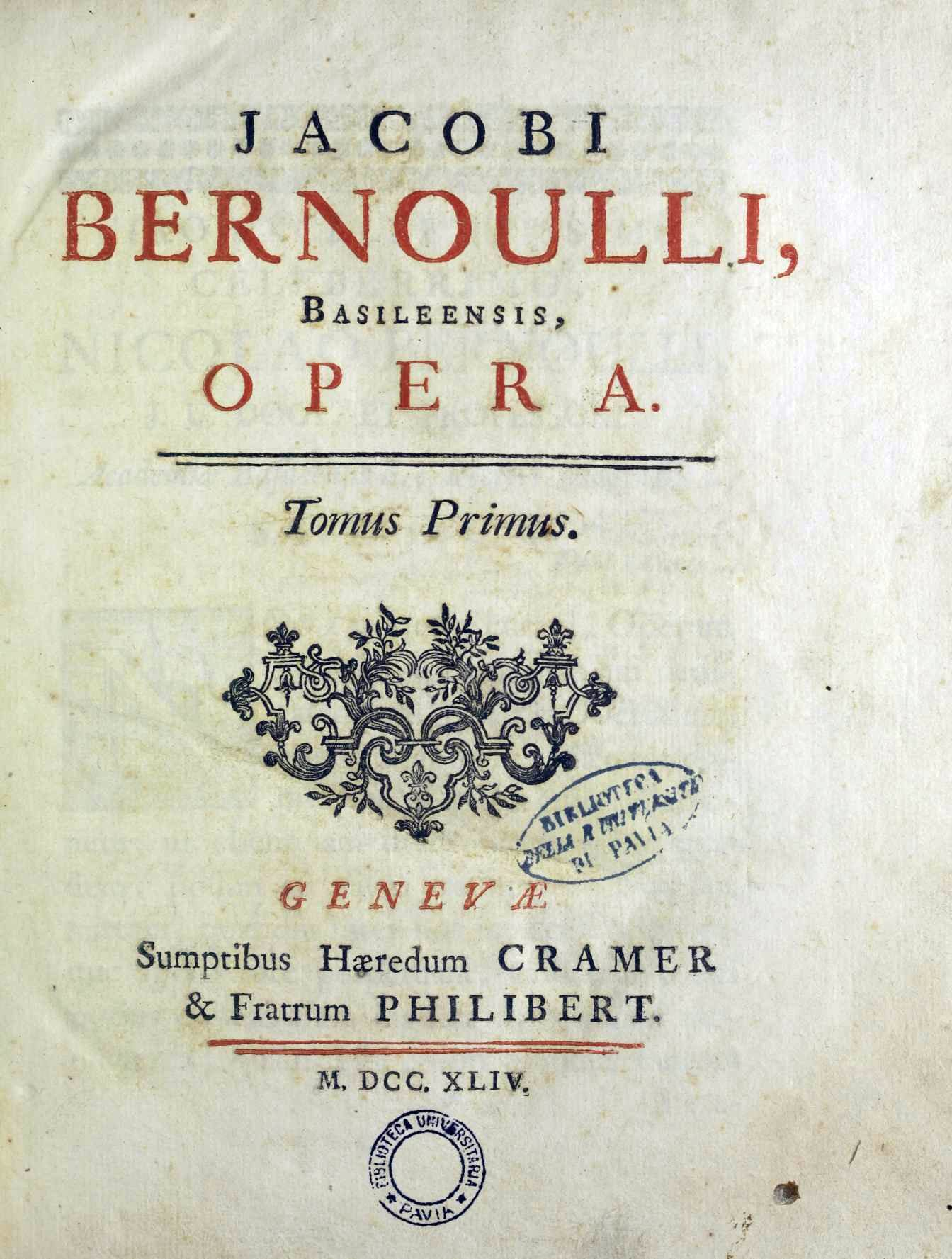
Opera, vol 1, 1744

### Sources et bibliographie
: document utilisé comme source pour la rédaction de cet article.
Cet article comprend des extraits du Dictionnaire Bouillet. Il est possible de supprimer cette indication, si le texte reflète le savoir actuel sur ce thème, si les sources sont citées, s'il satisfait aux exigences linguistiques actuelles et s'il ne contient pas de propos qui vont à l'encontre des règles de neutralité de Wikipédia.
- Bernard Le Bouyer de Fontenelle, Éloge de M. Bernoulli, dans Histoire de l'Académie royale des sciences. Année 1705, chez Gabriel Martin, Paris, 1730, p. 139-150 (lire en ligne)
- Patricia Radelet-De Grave, « Le De curvatura fornicis de Jacob Bernoulli ou l'introduction des infiniment petits dans le calcul des voûtes », dans Entre mécanique et architecture / Between mechanics and architecture, Basel/Boston/Berlin, Birkhauser, 1995  (ISBN 3-7643-5128-4), p. 141-163, DOI 10.1007/978-3-0348-9072-4_9
- Gustavo Ernesto Piñeiro et Martine Joulia (trad.), La découverte de la loi des grands nombres : Bernoulli, Barcelone, RBA Coleccionables, 2018, 159 p. (ISBN 978-84-473-9316-9).